# 534 Nassovia
534 Nassovia је астероид главног астероидног појаса са пречником од приближно 33,12 km.
Афел астероида је на удаљености од 3,042 астрономских јединица (АЈ) од Сунца, а перихел на 2,724 АЈ.
Ексцентрицитет орбите износи 0,055, инклинација (нагиб) орбите у односу на раван еклиптике 3,275 степени, а орбитални период износи 1788,140 дана (4,895 године).
Апсолутна магнитуда астероида је 9,77 а геометријски албедо 0,199.
Астероид је откривен 19. априла 1904. године.